# 斯泰爾斥候步槍
斯泰爾侦查步槍是一款由奧地利斯泰爾-曼利夏公司透過美國海军陆战队退役軍人傑夫·庫珀（Jeff Cooper）的步槍（scout rifle）概念研發的栓动步枪。侦查步槍的定義為一款重量低、多用性强而且要輕易擊中高達300～400米目標的通用步枪。最後，斯泰爾公司在库珀的协助下成功研發出這款武器，並在武器上採用了他們獨自設計的安全槍機。由於精確度及可靠性高的關係，侦查步槍被廣泛地用在射擊比賽以及狩獵活動當中，但並不大適合作軍事用途，所以在軍用及警用市場中並沒有獲得很多的訂單。儘管如此，這款武器曾獲科索沃解放軍於科索沃戰爭中少量使用，也裝備在少數國家中的特警隊以及特種部隊。

## 概念
库珀的“侦查步枪”概念基本上可以概括为“可以胜任绝大部分涉猎和战斗用途、威力可以射杀任何较大尺寸——笼统假设为1,000英磅（454）重——有生目标的通用步枪”。库珀本人制定了以下几个特征：
- 总长度不超过1（39英寸），也就是卡宾枪的标准。
- 空枪重量（加上附件）大约3（6.6英磅），最多不超过3.5（7.7英磅）。
- 使用.308温彻斯特弹或7毫米-08雷明登弹（英语：7mm-08 Remington）。如果射手身材较瘦小也可以考虑.243温彻斯特弹（英语：.243 Winchester），但是需要使用560（22英寸）枪管。同时库珀还提出了使用.350雷明登马格南弹（英语：.350 Remington Magnum）的“猎狮侦查步枪”（Lion Scout）的概念。
- 双锁耳的传统毛瑟式90度旋转后拉栓动枪机，但是库珀说过“如果半自动枪机也能被造得足够紧凑，也可以考虑”。栓把外形要圆润，比扳机靠前，不会射击时撞到食指。
- 保险装置装在握把的背部上方，要突出并有三个模式，能够完全将扳机断接而不仅仅是卡住扳机。
- 扳机干脆利落，大约3英磅（1.4）阻力。
- 低放大倍数（通常2～3倍）的长适眼距瞄准镜，安装在靠前位置来保证射手最大的周边视野，防止目镜框因为后坐力撞击射手眼眶，并保持退弹口不受阻碍可以使用弹夹条填弹。但是库珀并不强调非要使用光学瞄具。
- 有备用的鬼环机械瞄具，可以保证在瞄准镜破损的情况下仍然能在中近距离进行精准射击。
- 复合材料制造（而不是木质）、棱角圆润不会刮住衣物的枪托，可以储存备用弹匣。
- 可折叠/收缩但不凸出碍事的两脚架。
- 能够保护软尖弹不受损的盒型弹匣，并且可以在单发操作时充当弹匣底板的功能。如果可能做到，可以研究一款能够有不同插入深度的弹匣井设计。
- 使用三点式程氏枪带（Ching sling）来协助站立射击时的稳定性。
- 能在200米/码距离上达到优于2角分的三发组精度。

## 設計
斯泰爾侦查步槍為一款旋转后拉式栓动步枪，採用的槍機為斯泰爾公司研製的安全槍機。由於全槍均以大量的铝合金和聚合物材料製成，槍管是錘鍛式的關係，因而令斥候步槍顯得相當的輕巧，空重仅3（6.6英磅），並能讓用戶方便攜帶。此槍可採用多種口径彈藥，包括：7.62×51毫米北约弹（.308温彻斯特弹）、5.56×45毫米北约弹（.223雷明登弹）、.243温徹斯特弹、.376斯泰爾弹和7毫米-08雷明登弹。本槍一般以5或10發容量的盒型彈匣供彈（.376口徑型則為4發或8發），可以有两个插入机匣的深度，備用彈匣可存放於槍托內。扳机阻力出厂值为1.6（3.5英磅），但是可以由使用者根据个人喜好进行调节。其機匣頂部附有皮卡汀尼導軌可供用戶裝上各種瞄準鏡，但有別於一般的狙擊步槍，斯泰爾侦查步槍的瞄準鏡是在較前的位置上安裝的，以確保能提供射手最大的周围视野并防止退弹口和枪栓把手与瞄具产生冲突，但是必须使用加长適眼距的瞄准镜。若瞄準鏡遭到破壞，槍上的可摺疊式鬼環式機械瞄具能夠作應急之用。滾輪式保险中具有“鎖固”、“裝填”及“待發”三種模式。在護木下亦具有整合式兩腳架、国际射联导轨（UIT rail）和为程氏枪带设计的第三扣环挂点。

## 衍生型号

### 斯泰爾精英型
斯泰爾精英型（Steyr Elite），前稱為斯泰爾戰術精英型（Steyr Tactical Elite），為斯泰尔侦查步槍的戰術化版本，該槍有著與斥候步槍許多相同的功能及特徵，並主要針對為提供給執法機構用於城市戰而被設計出來的。

### 斯泰尔凸缘侦查型
斯泰尔凸缘侦查型（Steyr Scout RFR，“RFR”是“RimFire Rifle”的缩写）也称生存侦查型（Scout Survival），是原版型号的凸缘底火版本，可以发射.17 HMR、.22 LR和.22 WMR三种口径的弹药。这是2017年SHOT Show枪展推出的一款新型号，全枪长900（35英寸），空重3.3（7.3英磅），主要用于运动射击和狩猎小型动物。与原版不同的是，此型号使用ISSC SPA风格的直拉式枪机，使用10发容量的盒型弹匣，并且在枪托内可以额外存储一个求生刀。枪管为510（20英寸）重型管，在枪口划有UNF标准的1/2"-20螺纹（仅限于.17 HMR和.22 LR口径）。枪的护木上全程装有皮卡汀尼导轨，机匣上方有燕尾槽并配有两个可拆的韦弗式导轨附件。枪托和常见的步枪一样只有两个枪带挂扣，而不是三个。

## 使用國

### 非國家團體
- 科索沃解放軍—於科索沃戰爭期間使用（斥侯步槍）。

## 流行文化

### 電影
- 2010年—

### 電子遊戲
- 及其續作（Online）：型號為斥侯步槍，命名為「Schmidt Scout」，7.62×51mm NATO口徑，配備兩段放大功能的狙擊鏡，以10發彈匣供彈。奇怪地第一人稱視角中的武器模組採用鏡像佈局（右手持槍時拉機柄和拋殼口在左邊），而且在空倉重新裝填後玩家角色不會為槍械上膛（《起源》的版本除外）。
- 2009年—《2》：型號為斥侯步槍，配備兩段放大功能的狙擊鏡，繼承自，武器模組採用鏡像佈局（右手持槍時拉機柄和拋殼口在左邊）。
- 2013年—《反恐精英Online 2》：為斥候步槍，配備兩段放大功能的狙擊鏡，命名為“Scout”。7.62×51mm NATO口徑，以10發彈匣供彈。奇怪地第一人稱視角中的武器模組採用鏡像佈局（右手持槍時拉機柄和拋殼口在左邊）。
- 2019年－《少女前線》：2019年2月簽到戰術人形，命名為“偵察者”。